# Bibliothèque Widener
La Bibliothèque Harry Elkins Widener (en anglais : Harry Elkins Widener Memorial Library), communément nommée Bibliothèque Widener, est le principal édifice des bibliothèques de l'université Harvard.

## Description
Située à Cambridge, près de Boston, et au sud de Harvard Yard, directement en face de l'église Memorial, Widener est la pièce maîtresse des bibliothèques de l'Université Harvard qui constituent le plus large réseau de bibliothèques universitaires au monde (15,6 millions de volumes),.
L'immeuble de style Beaux-Arts d'environ 30 000 mètres carrés (320 000 pieds carrés) abrite environ 91 kilomètres (57 miles) d'étagères à livres et 3,5 millions de volumes, mais pourrait en contenir jusqu'à 4,6 millions. La collection comprend, entre autres, un exemplaire original de la Bible de Gutenberg.

## Histoire

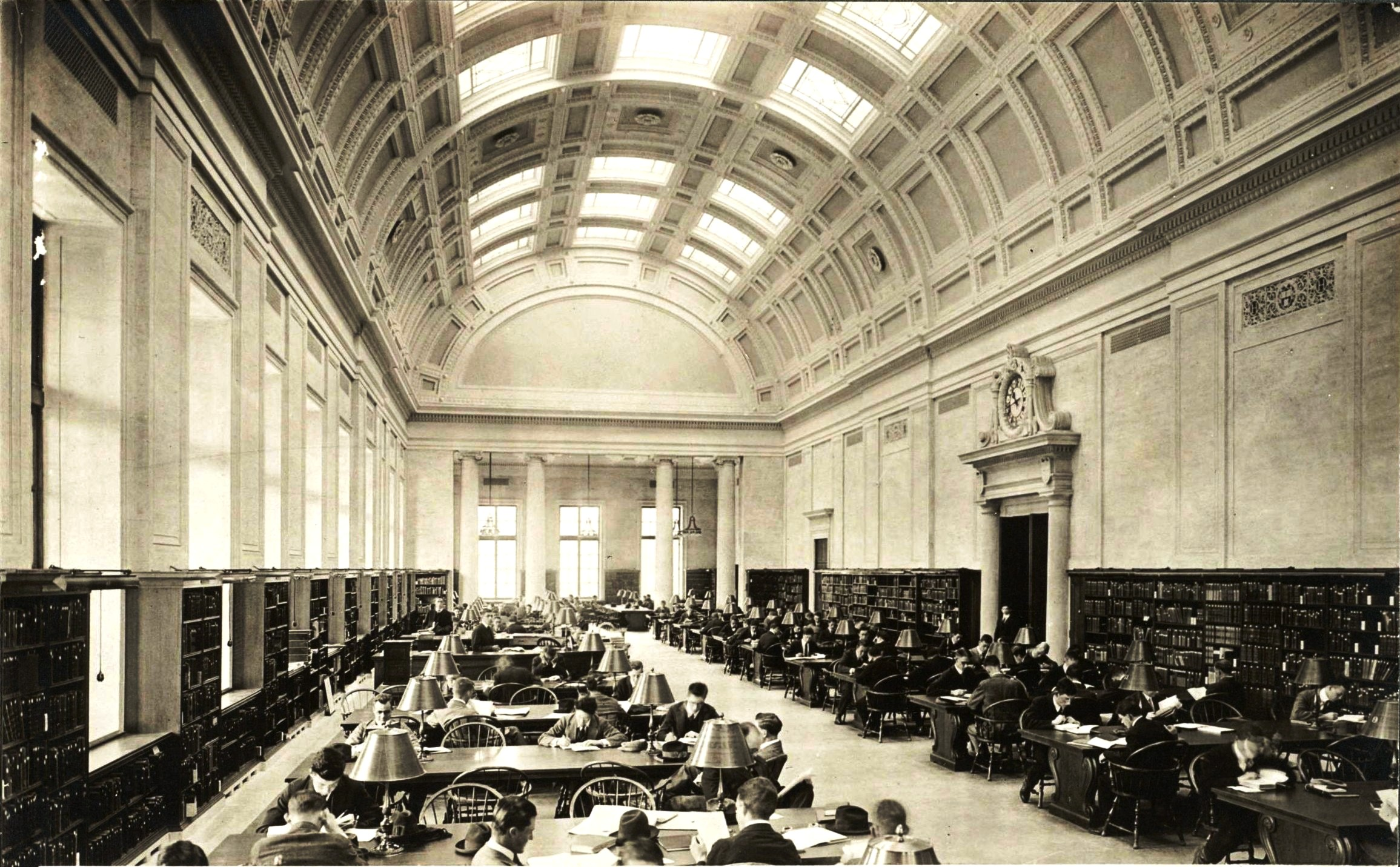
Salle de lecture, en 1915

La bibliothèque Widener a été inaugurée le 24 juin 1915 en souvenir de Harry Elkins Widener (né le 3 janvier 1885 à Elkins Park en Pennsylvanie), un étudiant diplômé d'Harvard en 1907 et grand collectionneur de livres. Il est décédé avec son père le 15 avril 1912 lors du naufrage du Titanic. Sa mère, Eleanor Elkins qui était également à bord, a pu échapper à la mort grâce à son mari qui l'a placée dans une barque de sauvetage juste avant que le bateau ne coule. Elle a fait un don de 2 millions $ à l'Université Harvard pour construire une bibliothèque qui plus tard a porté son nom.
La bibliothèque a été conçue par le cabinet d'architectes Horace Trumbauer & Associates, sous la direction de Julian F. Abele, le premier grand architecte afro-américain.